# Liman (schip, 1970)
De Liman (Russisch: Лиман) was een Russisch verkenningsschip dat in 2017 zonk na een aanvaring.

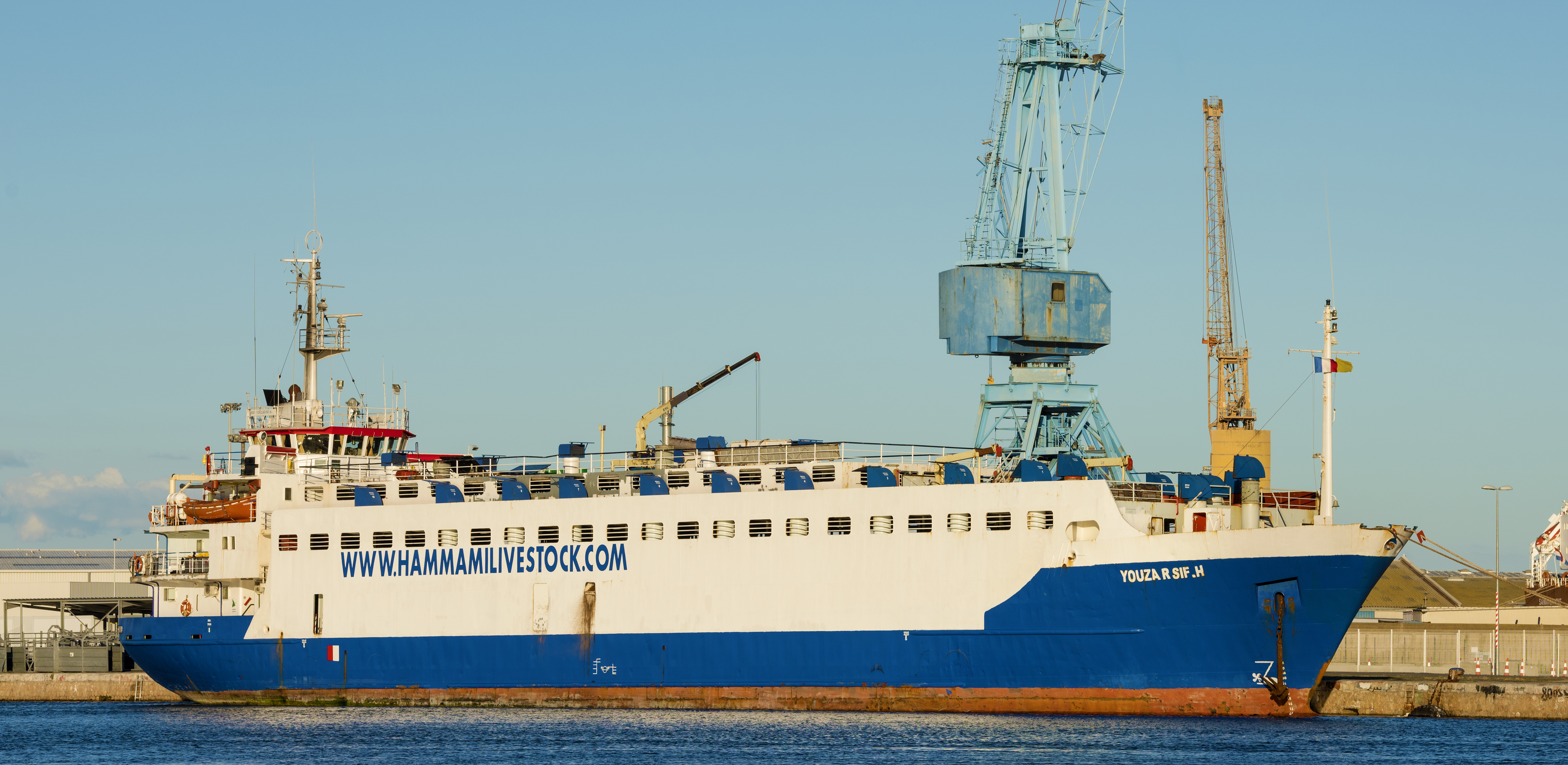
De Youzarsif H

Het werd in 1970 gebouwd in Gdańsk als hydrografisch opnemingsvaartuig voor de Noordelijke Vloot en werd in 1974 onderdeel van de Zwarte Zeevloot. In 1989 werd het schip omgebouwd voor militair gebruik en uitgerust met signals intelligence.
Op 27 april 2017 zonk het schip in de Zwarte Zee na een aanvaring met veeschip Youzarsif H. Alle 78 opvarenden konden gered worden.